# 舎
舎（しゃ）は、漢姓の一つ。

## 朝鮮の姓
舎（しゃ、サ、朝: 사）は、朝鮮人の姓の一つである。

### 氏族
京畿坡州市に居住していた舎在成によると、本貫は光山金氏だったが、彼の10代前の金克胤が舎氏に改姓したという。
2015年の調査によると、本貫は泰安舎氏のみである。泰安舎氏は44人、残りの2人の本貫は不明。

### 人口と割合
1930年度国勢調査の時初めて登場し、京畿・全南に各 1世帯ずつ 2世帯があった。
| 年度   | 人口 | 世帯数 | 順位         | 割合 |
| ------ | ---- | ------ | ------------ | ---- |
| 1930年 |      | 2世帯  |              |      |
| 1960年 |      |        | 258姓中215位 |      |
| 1985年 | 87人 | 26世帯 | 274姓中234位 |      |
| 2000年 |      |        |              |      |
| 2015年 | 46人 |        |              |      |